# 田彦伊
田彦伊，北宋初年高州蛮首领，珍州（后改高州，今贵州省正安县西北）人，珍州刺史田景迁之子。
田彦伊初任衙内都指挥使。宋太祖开宝八年（975年），田景迁卒。田彦伊入朝请命，袭父田景迁羁縻高州刺史职。宋太宗至道元年（995年），与溪州领主一起入朝纳贡。宋真宗咸平三年（1000年）派遣儿子向宋朝朝廷进贡方物、兵器。咸平五年（1002年）拒绝朝廷征调土兵，陈兵边界。夔州路转运使丁谓前往经制，最后和解，相约以所掠汉人一口换绢一匹，按照约定宋朝得还者万余人。七月，田处达派遣儿子田承宝等二十二人入朝进献方物，宋朝朝廷赐巾服、器币，封田承宝为山河使、九溪十峒抚谕都监。宋朝曾对高州、夔州等地施行“盐禁”，宋真宗命丁谓弛盐禁，与田彦伊约定以粟盐互市，刻约石柱，立西高州（今湖北宣恩县）界首，称为“咸平石柱”。咸平六年（1003年），田彦伊派田承宝等镇压益州、施州等地蛮族民变。有功，景德四年（1007年），北宋授其子为宁武郎将。